# Abdellatif Abdelhamid
Abdellatif Abdelhamid (àrab: عبد اللطيف عبد الحميد)  (Homs, 5 de gener de 1954 - 15 de maig de 2024) va ser un actor, documentalista, guionista, escriptor, i director de cinema sirià.

## Filmografia
- Ahlam al-Madina (àrab: أحلام المدينة, Aḥlām al-madīna), de Mohammad Malas (1983), assistent de direcció.[6][7]
- Umniyat (1983) (documental).
- Aydina (1982) (documental).
- Estrelles del dia (àrab: نجوم النهار, Nujūm an-nahār), d’Osama Mohammed (1987), actor.
- Layali Ibn Awa (1989).
- Rasael Shafahiyyah (1991).
- Suoud al-Matar (1994).
- Nassim al-Roh (1998).
- Qamaran wa Zaytouna (2001).
- Ma Yatlubuhu al-Musstamiun (2003).
- Hors réseau (2007). L'amic íntim d'Amer, Zouhair, és sentenciat injustament a deu anys de presó. Durant la seva absència, Amer es dedica per complet a l'esposa i la filla del seu amic. Es troba amb l'amor i la passió i abandona a la seva esposa. Quan Zouhair reapareix, Amer s'enfronta a una violenta lluita interna. Deixarà que el seu amic ocupi el seu lloc?[8]
- Kharej al-Taghtiya (2007).
- Dies d’avorriment (àrab: أيام الضجر, Ayām aḍ-ḍajar) (2008).
- Ayam aldajar' (2009).
- September's Rain (2010).  Premi Especial del Jurat ex aequo.[9]
- The Lover (2012).
- Me You Mother and Father (2016).